# Émeutes de Forest
 (mai 2022).
 (mai 2022).
La mise en forme du texte ne suit pas les recommandations de Wikipédia : il faut le « wikifier ».
Les points d'amélioration suivants sont les cas les plus fréquents :
- Les titres sont pré-formatés par le logiciel. Ils ne sont ni en capitales, ni en gras.
- Le texte ne doit pas être écrit en capitales (les noms de famille non plus), ni en gras, ni en italique, ni en « petit »…
- Le gras n'est utilisé que pour surligner le titre de l'article dans l'introduction, une seule fois.
- L'italique est rarement utilisé : mots en langue étrangère, titres d'œuvres, noms de bateaux, etc.
- Les citations ne sont pas en italique mais en corps de texte normal. Elles sont entourées par des guillemets français : « et ».
- Les listes à puces sont à éviter, des paragraphes rédigés étant largement préférés. Les tableaux sont à réserver à la présentation de données structurées (résultats, etc.).
- Les appels de note de bas de page (petits chiffres en exposant, introduits par l'outil «  Source ») sont à placer entre la fin de phrase et le point final[comme ça].
- Les liens internes (vers d'autres articles de Wikipédia) sont à choisir avec parcimonie. Créez des liens vers des articles approfondissant le sujet. Les termes génériques sans rapport avec le sujet sont à éviter, ainsi que les répétitions de liens vers un même terme.
- Les liens externes sont à placer uniquement dans une section « Liens externes », à la fin de l'article. Ces liens sont à choisir avec parcimonie suivant les règles définies. Si un lien sert de source à l'article, son insertion dans le texte est à faire par les notes de bas de page.
- La présentation des références doit suivre les conventions bibliographiques. Il est recommandé d'utiliser les modèles {{Ouvrage}}, {{Chapitre}}, {{Article}}, {{Lien web}} et/ou {{Bibliographie}}. Le mode d'édition visuel peut mettre en forme automatiquement les références.
- Insérer une infobox (cadre d'informations à droite) n'est pas obligatoire pour parachever la mise en page.

Pour une aide détaillée, merci de consulter Aide:Wikification.
Si vous pensez que ces points ont été résolus, vous pouvez retirer ce bandeau et améliorer la mise en forme d'un autre article.
 (mai 2022).
- Si vous ne connaissez pas le sujet, laissez ce bandeau (vous pouvez alors contacter les auteurs).
- Si vous supprimez le contenu mis en cause (vous pouvez préalablement contacter les auteurs),

argumentez précisément cette suppression dans la page de discussion
(un manque de référence n'est pas un argument ; une recherche réelle de référence doit avoir été effectuée, être formellement documentée).
Les émeutes de Forest sont une série de révoltes et manifestations qui ont eu lieu entre le 10 et 12 mai 1991 dans le quartier de Saint-Antoine à Forest (Bruxelles). Elles ont été déclenchées à la suite d'un contrôle de police d’un jeune homme à moto.

## Faits
Le 10 mai 1991, un jeune homme de 21 ans, Rachid Redouane, se fait interpeller par la police alors qu’il roulait à moto, pour cause de plaque d'immatriculation pliée. Au cours du contrôle, la police se montre autoritaire à l’égard du jeune homme. À un moment, un policier prend le jeune homme par le t-shirt, dans un geste perçu comme violent, et lui dit « ici, la loi, c’est moi ». Assistant à la scène, des membres de la famille du jeune homme décident d'intervenir. Son père est mis au sol, et traîné par les policiers sur plusieurs mètres devant les yeux de sa sœur, qui subit alors elle aussi des maltraitances[réf. nécessaire].
À la suite de ces événements, une réaction en chaîne dans le quartier de Saint-Antoine provoque une mobilisation de plusieurs centaines de personnes, et des confrontations commencent entre ces groupes de jeunes et les forces de l’ordre. Des voitures sont vandalisées et des vitrines sont brisées.
Les 11 et 12 mai, plusieurs rassemblements se poursuivent, causant de nombreux dégâts matériels et des blessures : des cocktails molotov et des pierres sont lancés dans les rues, et des cabines téléphoniques sont détruites.
Le 12 mai, les forces de l'ordre embarquent plus de 100 personnes, des jeunes mais aussi des parents en direction des casernes d'Etterbeek. À la suite de cette intervention, le calme revint progressivement au bout de quelques jours.

## Contexte politique et social
Le contexte politique en Belgique dans la fin des années 1980 et le début des années 1990 est marqué par des tensions liées à l’ethnicisation des populations, notamment dans les banlieues de Bruxelles. Cette population est très précarisée en partie à cause de la désinstrualisation de Bruxelles. Des jeunes générations se retrouvent sans emploi car l’offre du marché du travail sur les basses qualifications est très faible.
Au moment de l'émeute, les contrôles d'identité au sein du quartier de Saint-Antoine sont perçus comme nombreux, abusifs et oppressants et créent une tension latente entre les jeunes et les forces de l’ordre. La situation a dégénéré à la suite du contrôle de police qui a mal tourné.
Règne aussi dans ces quartiers une question raciale, la population se sent envahie par les contrôles policiers et ressent un fond raciste dans les actions policières. L’identité communautaire était très forte à ce moment-là et les tensions avec la police s'enveniment. La population commence à haïr de manière inconditionnelle les services de police. La confiance de ces populations envers les institutions est donc assez faible.
L’encadrement des jeunes de ces quartiers est déterminant dans la manière dont les violences vont survenir, les jeunes sont moins instruits, « socialement discriminés, politiquement dominés et symboliquement stigmatisés ».
Dans d’autres pays, des émeutes ont déjà eu lieu en France et aux États-Unis, ce qui a poussé Bruxelles à trouver des solutions anticipatives. Les communes de Molenbeek et Saint-Gilles avaient déjà été le théâtre d'affrontements du même type que celui qui aura lieu à Forest mais n’ont pas été autant médiatisés.
Dans les années 80, la Belgique va voir la nécessité de créer un nouveau système de police après une remise en cause de celui-ci. L’évolution de cette question ne va pas se faire facilement et sans difficultés. Cela dit, elle se fera quand même de manière constante. Concrètement, après la période sombre des années 1980 (tueries du Brabant, tragédie du Heysel,…), le pouvoir a dû réfléchir sur le fonctionnement des appareils policiers et judiciaires et à repenser les modalités d'intervention policières, la manière de traiter la délinquance,… Le budget alloué aux services, le personnel de police et le personnel de la gendarmerie ont alors été augmentés et des structures orientées vers la grande criminalité sont créées. Une première grande recherche universitaire sur « la police et la sécurité du citoyen » est financée. Une commission parlementaire est mise en place pour la lutte contre le terrorisme et le grand banditisme. La conclusion de tous ces travaux montrent qu’il faut réformer le fonctionnement des services de police.
Le gouvernement Martens va mettre en place le « plan de la Pentecôte » en réponse à ces conclusions et va faire basculer la question du grand banditisme pour accorder plus d’importance à la question de la petite délinquance. Ce sont donc les polices communales qui deviennent les principales intéressées. Un projet de loi va être déposé en juin 1991 afin de créer un cadre légal commun aux trois services de police. Le rôle du bourgmestre a été revalorisé et enfin, on propose de contrôler les services de police pour rétablir une confiance de la population envers ces services,,.

## Les réactions directes des différents acteurs de l'émeute et du monde médiatique
Dès les années 1990, la méfiance des jeunes des quartiers envers les médias a commencé à naître notamment à cause des préjugés et du mépris qu’ils dégageaient tout en ne leur laissant pas la possibilité de s'exprimer sur les chaines de télévision.
Le fossé entre les habitants du quartier et les médias a commencé à grandir à la suite de ces émeutes, à l'occasion desquelles ils s'en prirent pour la première fois au monde médiatique en attaquant les caméras de la chaîne de télévision VTM.
Les émeutes n'ont pas fait la une des journaux, ni du côté francophone, ni du côté flamand, qui les ont couvert sans leur donner une importance particulière.
Les termes utilisés par les journalistes pour nommer les jeunes du quartier n'étaient pas figés : "immigrés”, “Marocains”, voire “allochtones” chez certains journalistes flamands.

## Les conséquences suivant l’émeute
À la suite des émeutes de Forest, plusieurs dispositifs ont été mis en place dans le but d’aider et d'améliorer les conditions de vie dans les quartiers les plus précaires de Bruxelles. Certains avaient déjà été pensés avant l’incident de 1991 mais pour qui les émeutes avaient été l’élément constitutif de leur mise en place, comme les contrats de sécurité et de prévention. D'autres ont vu le jour en réaction aux émeutes, comme les contrats de quartier et le Fonds d’impulsion à la politique des immigrés.
Les contrats de quartier ont eux été créés en 1993 et consiste en un plan d’action, qui se conclut entre la Région de Bruxelles-Capitale et la Ville de Bruxelles dont l’objectif est d’améliorer le cadre de vie d’un quartier précaire. Pour y parvenir, la ville bénéficie d’un budget déterminé par la Région et de quatre années avec deux années et demie supplémentaires dédiées aux chantiers. Un contrat de quartier recouvre trois grands axes l’amenant à réaliser ses objectifs : un axe qui porte sur les projets d’espace public consistant à réaménager les espaces publics et les espaces verts. Un deuxième axe tourné vers les projets immobiliers, ce qui signifie la création ou la rénovation de logements et d’infrastructures de proximité. Le dernier axe, portant lui sur les projets socio-économiques, à en vue le développement de projets de collaboration avec notamment des associations locales dans le but de renforcer la cohésion sociale entre les différents habitants d’un même quartier.
Le Fonds d’impulsion à la politique des immigrés est créé en 1991, à la suite des émeutes et à pour objectif d’aider et soutenir des projets défendant des valeurs de diversité culturelle et d’intégration sociale de personnes d’origines étrangères. Il agit exclusivement à l’égard d’asbl mono-communautaires francophone et permet de prendre en charge une partie de leurs frais, notamment de personnel, d’infrastructure, etc.

## Les conséquences 30 ans plus tard
À la suite des émeutes, des moyens ont été mis en place pour prendre en considération les problèmes que subissent les habitants du quartier. Tout d’abord, des maisons de quartier et des maisons de femmes ont été développées. Ces endroits permettent de créer une cohésion sociale forte entre les individus qui souhaitent participer à la vie sociale et culturelle du quartier. Le constat aujourd’hui est que ces établissements sont saturés.
Le rapport avec la police reste très compliqué même s’ils ont beaucoup travaillé avec les associations qui sont nées de cet événement. En ce qui concerne les effectifs de la police, ils ont beaucoup évolué depuis cette époque. En effet, il y a plus de femmes qu’auparavant et ils intègrent, même si ce n’est pas encore assez selon certains habitants, les jeunes du quartier dans la police pour que les habitants puissent avoir “leur police”.
Il est également observable que les conditions de vie se sont améliorées grâce aux contrats de quartier dont l’objectif est d’améliorer le cadre de vie des quartiers populaires et précaires. Ceux-ci ont abouti à des rénovations de logement et du quartier. Mais selon les jeunes du quartier, il existe encore un problème qui persiste et qui n’a toujours pas changé depuis les émeutes. Il s'agit des discriminations à l'emploi que ces jeunes subissent depuis cette époque.
Mais en comparaison avec le Forest de 1991, l’actuel est plus positif avec les nombreuses associations et les mobilisations des citoyens et des parents de jeunes, mais aussi avec l’arrivée de nouvelles populations qui peuvent amener à une identité commune.